# Сайондзі Санекане
Сайондзі Санекане (*西園寺実兼, 1249  —21 жовтня 1322) — середньовічний японський державний діяч періоду Камакура. Був автором віршів. Вважається, що саме Санекане зображено у творі «Непрохана повість» під ім'ям Юкі-но Акенобо.

## Життєпис
Походив з аристократчиного роду Сайондзі, гілки Північних Фудзівара. Належав до куґе. Син Сайондзі Кінсуке, великого державного міністра, та доньки Накахара Сіаси. Народився у 1249 році. У 1255 році відбулася церемонія гемпуку (поноліття). Того ж року поступив на службу до імператорського двору. 1256 році увійшов до Відомства прислуги Імператорського двору та отримав молодший п'ятий ранг. 1257 року очолив конефу (палацову гвардію). 1258 року став власником старшого п'ятого рангу, а 1259 року — молодший четвертий ранг.
Зумів встановити гарні стосунки з бакуфу на чолі із Ходзьо, що фактично керували Камакурським сьогунатом. 1260 року допоміг імператорові Ґо-Фукакусі призначити свого сина Хіроіто спадкоємцем трону. За це отримав старший четвертий ранг. В подальшому внаслідок вправних дій Сайондзі вдалося доповитися між Південною та Північною гілками імператорського дому про перемінне правління.
1261 року надано молодший третій ранг, 1262 року — старший третій ранг. У 1266 році призначено середнім державним радником. 1267 році після смерті батька обійняв посаду канто-мосіцуґі (послаж бакуфу перед імператорським двором в Кіото). 1267 року отримав молодший другий ранг, а 1268 року — тсарший другий ранг. 1269 року призначено очільником еконфу (відповідав за охорону брам імператорського палацу).
У 1271 році призначено старшим державним радником. 1288 року видав доньку Сьоко за імператора Фусімі, вона стала імператрицею завдяки цьому вплив роду Сайондзі при дворі зріс. 1289 року Санекане стає двірцевим міністром. 
1291 року отримав посаду великого державного міністра. Стикнувся з інтригами сановника Кьогоку Тамекане, який здобув вплив на імператора Фусімі, якому запропонував передати трон своєму синові майбутньому Ґо-Фусімі (це сталося у 1298 році). Втім це порушувало довленності між обома імператорськими лініями. Проти цього виступив Сайондзі Санекане. Також дії імператора Фусімі викликало занепокоєння бакуфу в Камакурі. У 1292 році він подав у відставку.
1298 року видано онуку Ясумі за нового імператора Ґо-Фусімі. У 1299 році стає нюдо (ченцем в миру), але продовжував брати участь у політичних справах. У 1301 році домігся, щоб донька Еїші стала дружиною імператора Камеями. У 1304 році передав синові Сайондзі Кінхіра посаду канто-мосіцуґі. На деякий час відійшов від державних справ.
1313 року видав свою доньку Кісі за принца Такахару (майбутнього імператора Ґо-Дайґо), чим зміцнив своє становище при дворі. У 1315 році після смерті сина Кінхіри повернув собі посаду канто-мосіцуґі. Залишався при імператорському дворі до самої смерті у 1322 році. Післяцього з роду Сайондзі виокремився рід Імадеґава, засновником якого став молодший син Санекане — Канесуе.